# Alien vs Predator (SNES)
Alien vs Predator (1993) är titeln på ett spel utvecklat av Information Global Service för Activision. Spelet är av typen sid-scrollande beat'em-up och är avsett att användas tillsammans med Super Nintendo Entertainment System. Den japanska utgåvan av spelet skiljer sig från övriga på så sätt att predator-karaktären har en annan färg samt att den kan springa.